# 쑤룽
쑤룽(중국어 간체자: 苏荣, 정체자: 蘇榮, 병음: Sū Róng, 1948년 ~ )은 중화인민공화국의 정치인이다. 장시성의 중국 공산당 당위원회 서기를 지냈다.

## 생애
지린성 출신이며, 2003년부터 2007년까지 간쑤성 당 위원회 서기를 역임했다. 2008년 1월 28일에 장시 성 인민대표대회에서 재선출되었다. 2013년 3월, 중국인민정치협상회의 부주석으로 임명되었다. 그리고 2014년 6월, 기율 위반과 위법 혐의를 받고 정협 부주석 자리에서 면직되었다.